# Trenton (Misuri)
Trenton es una ciudad ubicada en el condado de Grundy en el estado estadounidense de Misuri. En el Censo de 2010 tenía una población de 6001 habitantes y una densidad poblacional de 344,02 personas por km².

## Geografía
Según la Oficina del Censo de los Estados Unidos, Trenton tiene una superficie total de 17.44 km², de la cual 16.7 km² corresponden a tierra firme y (4.28%) 0.75 km² es agua.

## Demografía
Según el censo de 2010, había 6001 personas residiendo en Trenton. La densidad de población era de 344,02 hab./km². De los 6001 habitantes, Trenton estaba compuesto por el 96.02% blancos, el 0.83% eran afroamericanos, el 0.52% eran amerindios, el 0.53% eran asiáticos, el 0.03% eran isleños del Pacífico, el 0.92% eran de otras razas y el 1.15% pertenecían a dos o más razas. Del total de la población el 2.43% eran hispanos o latinos de cualquier raza.